# Alexandre Ilitch Lizioukov
Alexandre Ilitch Lizioukov (russe : Алекса́ндр Ильи́ч Лизюко́в), né en 1900 et mort en 1942, est un officier général de l'Armée rouge qui fut tué au combat pendant la Seconde Guerre mondiale.

## Biographie
Alexandre Lizioukov est né à Gomiel, en Biélorussie, le 26 mars 1900. Son père, Ilia Oustinovitch Lizioukov (Илья Устинович Лизюков), est un enseignant, puis directeur d'école en milieu rural. La mère d'Alexandre est morte alors qu'il avait neuf ans.
Alexandre est membre d'une fratrie de trois, avec Ievgueni Ilitch Lizioukov (Евгений Ильич Лизюко́в) né en 1899, lieutenant qui fut tué à la tête d'un groupe de partisans le 7 juillet 1944 (pendant l'opération Bagration), et Piotr Ilitch Lizioukov (Пётр Ильич Лизюко́в) né en 1909, colonel d'artillerie décoré comme héros de l'Union soviétique et tué le 30 janvier 1945 près de Königsberg.

### Début de carrière

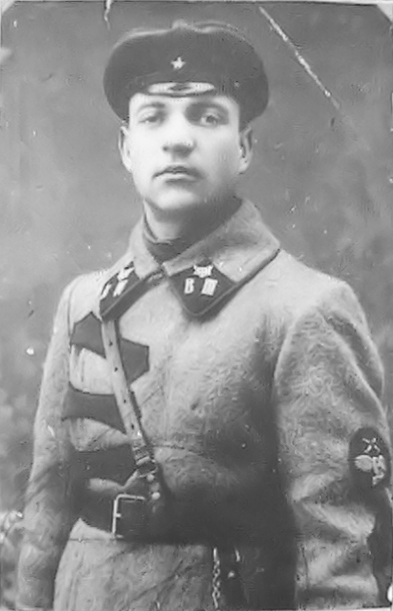
Lizioukov portant l'uniforme des cadets, 1923.

Alexandre Lizioukov s'engage dans l'Armée rouge des ouvriers et paysans le 7 avril 1919. Son niveau d'instruction lui permet d'être envoyé en formation pour devenir un cadre de l'artillerie en novembre 1919. Pendant la guerre civile russe, comprenant la lutte contre les armées blanches de Dénikine puis de Petlioura, ainsi que la répression de la révolte de Tambov, il est commandant d'un peloton d'artillerie au sein de la 58e division de fusiliers de la 12e armée, intégrée au front du Sud-Ouest. Il participe aussi à la guerre soviéto-polonaise.
De septembre 1921 à septembre 1923, il est affecté à l'École supérieure des blindés de Pétrograd (Ленинградская высшая офицерская бронетанковая школа) en tant que cadet. Il commande ensuite successivement des trains blindés, puis de septembre 1924 à juillet 1927 il est à l'Académie militaire Frounze de Moscou, bénéficiant du « cours avancé pour les commandants » (KUVNAS en russe) : le but est d'élever le niveau d'instruction des chefs sortis du rang. Jusqu'en décembre 1929, il sert d'assistant puis de professeur de tactique à la faculté des troupes motorisées et mécanisées.

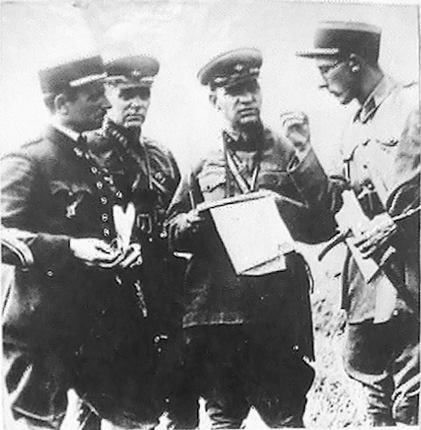
Le lieutenant-colonel Lizioukov en discussion avec deux officiers français lors des grandes manœuvres de l'automne 1935 en Champagne.

En décembre 1931, il travaille dans le service d'état-major publiant la documentation technique. À partir de janvier 1933, il est le commandant du 3e bataillon de tanks en garnison à Naro-Fominsk, dans le district militaire de Moscou. À partir de juin 1934, il forma et commanda un régiment autonome de chars lourds. En 1935, il est envoyé observer les grandes manœuvres françaises au sein de la délégation soviétique. À partir de mars 1936, avec le grade de colonel (attribué le 17 février 1936), il commande la 6e brigade de chars lourds (des T-28 et T-35) à Slutsk dans le district militaire de Léningrad).
Le 8 février 1938, dans le contexte du volet militaire des Grandes Purges (la Iejovchtchina), il est arrêté par le NKVD car soupçonné de participer à une « conspiration militaire anti-soviétique et aux activités de sabotage », accusations basées sur une dénonciation. Sous la torture, Lizioukov passe aux aveux, déclarant qu'il « était sur le point de commettre un acte terroriste contre le commissaire Vorochilov et d'autres dirigeants du Parti et du gouvernement soviétique en fonçant avec un tank sur le mausolée pendant l'un des défilés ». Il est condamné par le tribunal militaire du district militaire de Léningrad et passe 22 mois (dont environ 17 mois à l'isolement) dans la prison du NKVD jusqu'au 3 décembre 1939, date à laquelle il est acquitté. Il passe l'année 1940 comme professeur à l'Académie militaire de mécanisation et de motorisation de l'Armée rouge.
À partir de mars 1941, il prend la fonction de commandant adjoint de la 36e division blindée du 17e corps mécanisé dans le district militaire spécial de l'Ouest. Le 21 juin 1941, alors que le colonel Lizioukov est en vacances à Moscou, il est nommé à la direction des véhicules blindés du district militaire spécial de l'Ouest.

### Grande Guerre patriotique

#### Offensive d'été 1941 allemande
Le 24 juin 1941, au troisième jour de la guerre entre l'Union soviétique et l'Allemagne nazie, le colonel Lizioukov est nommé commandant adjoint du 17e corps mécanisé (qui se bat autour de Baranovitchi) et quitte donc Moscou pour rejoindre le front. Il arrive le 26 juin dans la ville de Borissov, sur la route entre Minsk et Smolensk, mais dans l'impossibilité de rejoindre son unité en pleine débâcle soviétique (la bataille de Białystok–Minsk), il se met à la disposition du commissaire politique Ivan Zakharovitch Soussaïkov, commandant de la garnison (auparavant chef de l'école de blindés de cette ville), qui le nomme son chef d'état-major. Le 1er juillet, les troupes allemandes prennent intact le pont sur la Bérézina ; les Soviétiques contre-attaquent dès le lendemain. Jusqu'au 8 juillet, Lizioukov garde le contrôle d'une force hétéroclite de militaires (le « groupe opérationnel Borissov » : élèves de l'école, groupes de fuyards ralliés et unités en retraite), action énergique récompensée par l'ordre du Drapeau rouge.

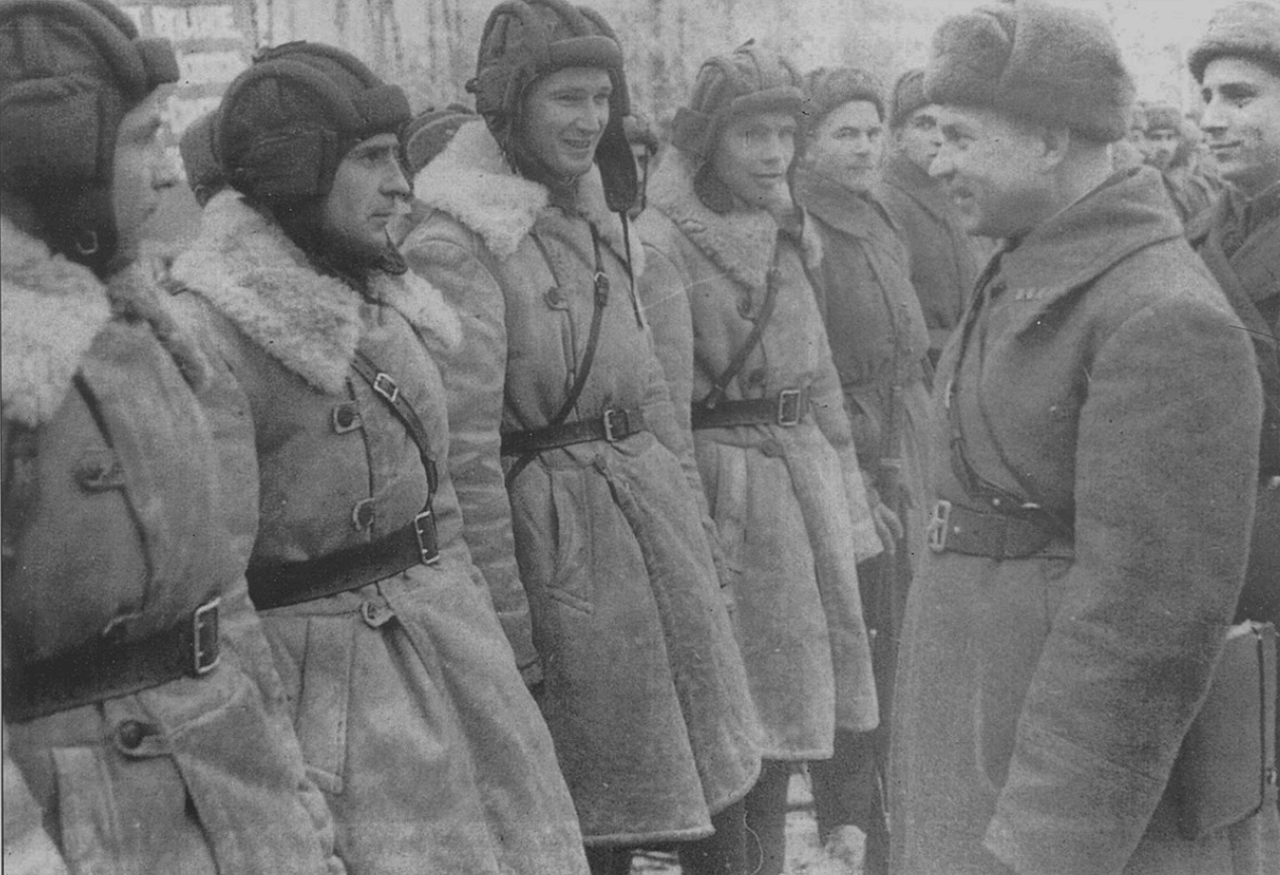
Lizioukov discutant avec des tankistes du front de l'Ouest, en novembre 1941.

Lizioukov se fait ensuite remarquer au début de la bataille de Smolensk : à la tête d'un détachement d'une quinzaine de chars (survivants du 5e corps mécanisé) comprenant son fils de 16 ans Iouri (élève-officier à l'école de Borissov), il défend les berges du Dniepr, repoussant une avant-garde allemande, permettant aux 16e et 20e armées de s'échapper de l'encerclement (l'autre bord du corridor étant défendu par le groupe Rokossovski), d'où la décoration de héros de l'Union soviétique octroyée le 5 août. En août 1941, Lizioukov assure le commandement de la 1re division blindée ; en septembre, les restes de cette unité se battent sur les rives de la rivière Vop, près de Iartsevo (entre Smolensk et Viazma). Puis il commande la 1re division de fusiliers motorisés de la Garde, affectée à la 40e armée du front du Sud-Ouest ; le 30 septembre il participe à une contre-attaque à l'est de Soumy. En octobre, les 40e et 21e armées, menacées sur les flancs, doivent rétrograder vers Belgorod, retraite qui frise la déroute, la division de Lizioukov servant de môle d'arrière-garde autour de Soumy.
À la mi-octobre, la 1re division de fusiliers motorisés de la Garde, dirigée par Lizioukov, est redéployée pour participer à la défense de Moscou : elle est affectée en renfort à la 33e armée du front de l'Ouest, autour de Naro-Fominsk (au sud-ouest de Moscou), où elle arrive à partir du 21 octobre. Pour le 22, elle a ordre d'attaquer, mais les Allemands les devancent ; les combats se poursuivent dans les rues du 23 au 25 octobre puis sur les rives de la Nara, la division y perdant 70 % de son effectif. Le 28, elle a ordre de reprendre la ville : l'assaut est un échec sanglant.

#### Contre-offensive d'hiver soviétique
Fin novembre, Lizioukov est remplacé à la tête de sa division et rappelé à Moscou : le 27 novembre, il est nommé commandant adjoint de la 20e armée, sous les ordres du lieutenant-général Andreï Vlassov. Dans le cadre de la contre-offensive soviétique, Lizioukov reprend Solnetchnogorsk (au nord-ouest de Moscou) à la tête de deux brigades, le 12 décembre.
Lizioukov obtient le grade de major-général le 10 janvier 1942 et reçoit le commandement du 2e corps de fusiliers de la Garde, déployé autour de Valdaï (près de Kalinine), dépendant de la 3e armée de choc du front du Nord-Ouest. Passant à l'attaque, le corps de Lizioukov fait la liaison avec les troupes du front de Kalinine le 8 février 1942, encerclant deux corps d'armée allemands (six divisions, soit un total de 96 000 hommes) dans la poche de Demiansk.
À la mi-avril 1942, Lizioukov est retiré du front pour former et commander le 2e corps blindé. Ce nouveau corps doit entrer dans la composition d'une autre grande unité, la 5e armée blindée. En juin 1942, le commandement de toute l'armée est confié à Lizioukov, considéré comme un spécialiste des offensives blindées.

#### Offensive d'été 1942 allemande
Pour l'été 1942, les Allemands ont prévu une grande offensive, qu'ils ont appelée l'opération Fall Blau (« cas bleu »). La 1re phase (Blau I : « bleu 1 ») correspond à l'attaque lancée par le groupe d'armées allemand von Weichs (4e armée blindée d'Hermann Hoth et 2e armée), qui doit foncer du nord-est de Koursk jusqu'au Don de Voronej. En face, les Soviétiques ont repéré les préparations allemandes, d'où le renforcement du front de Briansk avec les 1er et 16e corps blindés ainsi que la 5e armée blindée (comprenant les 2e, 7e et 11e corps blindés), placée autour de Ielets, sur la route de Moscou.
Le 28 juin 1942, les Allemands attaquent, repoussant la 13e armée soviétique vers le nord-est et enfonçant la 40e armée, dont la retraite tourne en fuite désordonnée jusqu'au Don. Le 28 au soir, la Stavka ordonne le renforcement du front de Briansk avec les 4e, 17e et 24e corps blindés, envoyés rejoindre la 5e armée blindée de Lizioukov. La nuit du 3 au 4 juillet, les forces allemandes atteignent le Don. Staline ordonne alors la formation du front de Voronej pour tenir les environs de la ville, tout en préparant la contre-offensive blindée soviétique qui doit partir du nord vers Zemliansk, sur le flanc allemand.
La contre-offensive soviétique démarre le 5 juillet, mais en ordre dispersé et non-coordonné : sous un ciel dominé par les Stukas du VIIIe Fliegerkorps von Richthofen et sur une steppe bien dégagée pour le tir des antichars (PaK 38 et PaK 40), les unités de chars de Lizioukov se font toutes étriller avant d'arriver au contact. L'attaque est relancée le 6 avec le 7e corps blindé de Rotmistrov, le 7 avec le 11e et le 10 avec le 2e, sans de meilleurs résultats, les chars allemands PzKpfW IV se mêlant au tir aux pigeons. La 5e armée blindée ayant perdu la majorité de ses effectifs, Lizioukov est rétrogradé le 15 juillet comme commandant du 2e corps blindé. Il meurt finalement au combat à 42 ans dans son char KV-1 le 23 juillet 1942, frappé par un antichar de la 387e division d'infanterie allemande. La possibilité d'une défection (comme celle de Vlassov) a été évoquée ; mais un corps déterré sur le champ de bataille a été identifié comme le sien en 2008.

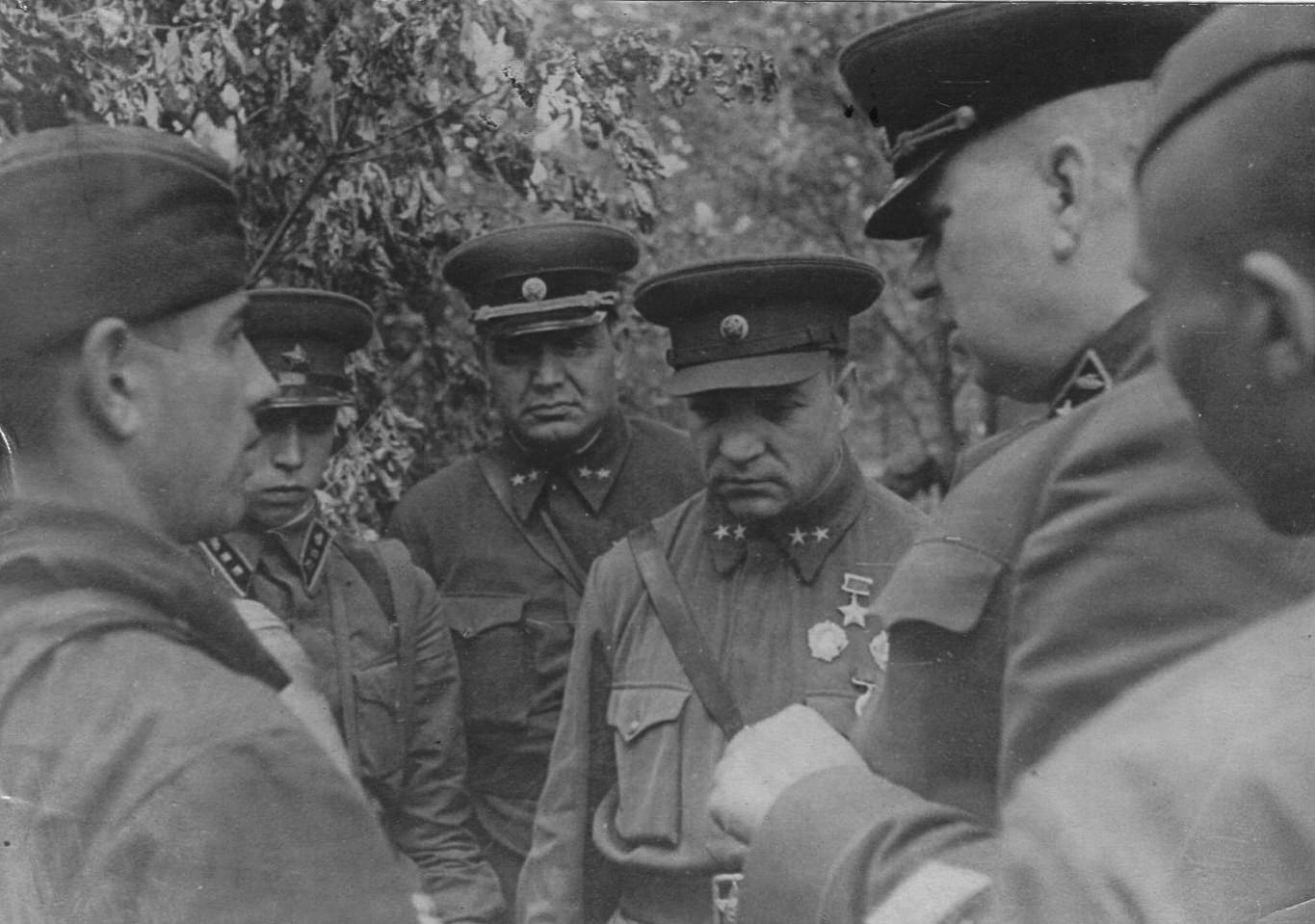
Officiers d'état-major autour de Lizioukov en juillet 1942.
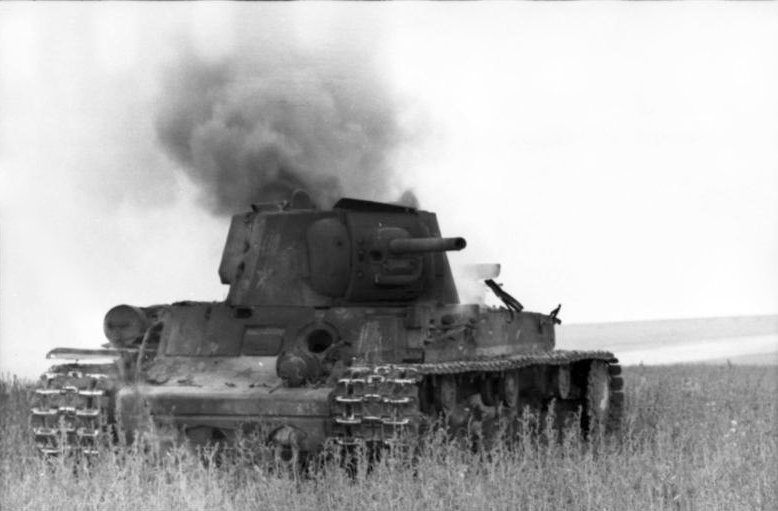
Un char KV-1 touché, du même modèle que celui de Lizioukov.